# Structure hyperfine

Représentation schématique des niveaux fins et hyperfins de l’hydrogène.

La structure hyperfine d’un niveau d'énergie dans un atome consiste en une séparation de ce niveau en états d’énergie très proches. Il s’observe essentiellement par une raie spectrale dans le domaine radio ou micro-onde, comme la raie à 21 centimètres de l’hydrogène atomique.
La structure hyperfine s’explique en physique quantique comme une interaction entre deux dipôles magnétiques :
1. Le dipôle magnétique nucléaire résultant du spin nucléaire ;
2. Le dipôle magnétique électronique lié au moment cinétique orbital et au spin de l’électron.

S’y ajoutent des corrections prenant en compte le moment quadripolaire du noyau atomique.

## Historique
La structure hyperfine optique était déjà observée en 1891 par Albert A. Michelson. Elle n’a, cependant, uniquement pu être expliquée qu’avec l’aide de la mécanique quantique lorsque Wolfgang Pauli a proposé l’existence d’un petit moment magnétique nucléaire en 1924,. Cette proposition est intervenue afin d’expliquer l’observation, quelques mois auparavant, de la structure hyperfine du mercure et du bismuth par Hantarō Nagaoka, Y. Sugiura et T. Mishima. En 1927, Samuel Goudsmit et Ernst Back ont effectué une étude détaillée de la structure hyperfine du bismuth,.
En 1935, Hermann Schüler (de) et Theodor Schmidt (de) ont proposé l’existence d’un moment quadrupolaire nucléaire dans le but d’expliquer les anomalies observées dans la structure hyperfine.

## Théorie

### Structure hyperfine atomique

#### Dipôle magnétique
Le terme dominant dans l’hamiltonien hyperfin est typiquement un terme dipolaire magnétique. Les noyaux atomiques avec un spin nucléaire non nul {\displaystyle \mathbf {I} } ont un moment magnétique dipolaire, exprimé par
{\displaystyle {\boldsymbol {\mu }}_{\text{I}}=g_{\text{I}}\mu _{\text{N}}\mathbf {I} ,}
où {\displaystyle g_{\text{I}}} est le facteur g et {\displaystyle \mu _{\text{N}}} est le magnéton nucléaire.
Il existe une énergie associée au moment magnétique dipolaire en présence d’un champ magnétique. Pour un moment magnétique dipolaire nucléaire, μI, placé dans un champ magnétique, B, le terme pertinent dans l’hamiltonien est donné par
{\displaystyle {\hat {H}}_{\text{D}}=-{\boldsymbol {\mu }}_{\text{I}}\cdot \mathbf {B} .}
En l’absence d’un champ extérieur appliqué, le champ magnétique ressenti par le noyau correspond à celui associé aux moments angulaires orbital (l) et de spin (s) des électrons :
{\displaystyle \mathbf {B} \equiv \mathbf {B} _{\text{el}}=\mathbf {B} _{\text{el}}^{l}+\mathbf {B} _{\text{el}}^{s}.}
Le moment angulaire orbital de l’électron est issu du mouvement de l’électron par rapport à un certain point extérieur fixe qui correspond à la position du noyau. Le champ magnétique localisé au noyau et causé par le mouvement d’un seul électron, avec la charge électrique e, est donné par la relation :
{\displaystyle \mathbf {B} _{\text{el}}^{l}={\dfrac {\mu _{0}}{4\pi }}{\dfrac {-e\mathbf {v} \times -\mathbf {r} }{r^{3}}},}
où r correspond à la position du noyau par rapport à l’électron. En fonction du magnéton de Bohr, cette expression devient :
{\displaystyle \mathbf {B} _{\text{el}}^{l}=-2\mu _{\text{B}}{\dfrac {\mu _{0}}{4\pi }}{\dfrac {1}{r^{3}}}{\dfrac {\mathbf {r} \times m_{\text{e}}\mathbf {v} }{\hbar }}.}
mev correspond à l’impulsion de l’électron, p, et r×p/ħ est le moment angulaire orbital en unités de ħ, l ; l’expression devient :
{\displaystyle \mathbf {B} _{\text{el}}^{l}=-2\mu _{\text{B}}{\dfrac {\mu _{0}}{4\pi }}{\dfrac {1}{r^{3}}}\mathbf {l} .}
Pour un atome à plusieurs électrons, cette expression est généralement écrite en termes de moment angulaire orbital total, {\displaystyle \scriptstyle {\mathbf {L} }}, en sommant sur tous les électrons et en utilisant l’opérateur de projection, {\displaystyle \scriptstyle {\phi _{i}^{l}}}, où {\displaystyle \scriptstyle {\sum _{i}\mathbf {l} _{i}=\sum _{i}\phi _{i}^{l}\mathbf {L} }}. Pour les états avec une projection bien définie du moment angulaire orbital, Lz, on peut écrire {\displaystyle \scriptstyle {\phi _{i}^{l}={\hat {l}}_{z_{i}}/L_{z}}}, ce qui donne :
{\displaystyle \mathbf {B} _{\text{el}}^{l}=-2\mu _{\text{B}}{\dfrac {\mu _{0}}{4\pi }}{\dfrac {1}{L_{z}}}\sum _{i}{\dfrac {{\hat {l}}_{zi}}{r_{i}^{3}}}\mathbf {L} .}
Le moment angulaire de spin électronique est une propriété fondamentalement différente puisqu’il est intrinsèque à la particule et qu’il ne dépend ainsi pas du mouvement de l’électron. Néanmoins, il s’agit d’un moment angulaire et n’importe quel moment angulaire associé à une particule chargée conduit à un moment dipolaire magnétique ; c’est la source du champ magnétique. Un électron avec un moment angulaire de spin, s, a un moment magnétique, μs, donné par :
{\displaystyle {\boldsymbol {\mu }}_{\text{s}}=-g_{s}\mu _{\text{B}}\mathbf {s} ,}
où gs est le facteur g de spin de l’électron et le signe négatif indique que l’électron est chargé négativement (considérant que des particules chargées négativement et positivement avec une masse identique, voyageant sur des chemins équivalents, auront le même moment angulaire, mais créeront des courants dans des directions opposées).
Le champ magnétique d’un moment dipolaire, μs, est donné par :
{\displaystyle \mathbf {B} _{\text{el}}^{s}={\dfrac {\mu _{0}}{4\pi r^{3}}}\left(3({\boldsymbol {\mu }}_{\text{s}}\cdot {\hat {\mathbf {r} }}){\hat {\mathbf {r} }}-{\boldsymbol {\mu }}_{\text{s}}\right)+{\dfrac {2\mu _{0}}{3}}{\boldsymbol {\mu }}_{\text{s}}\delta ^{3}(\mathbf {r} ).}
La contribution complète du dipôle magnétique à l’hamiltonien hyperfin est ainsi donnée par :
{\displaystyle {\begin{array}{cl}{\hat {H}}_{D}=&2g_{\text{I}}\mu _{\text{N}}\mu _{\text{B}}{\dfrac {\mu _{0}}{4\pi }}{\dfrac {1}{L_{z}}}\sum _{i}{\dfrac {{\hat {l}}_{zi}}{r_{i}^{3}}}\mathbf {I} \cdot \mathbf {L} \\&+g_{\text{I}}\mu _{\text{N}}g_{\text{s}}\mu _{\text{B}}{\dfrac {\mu _{0}}{4\pi }}{\dfrac {1}{S_{z}}}\sum _{i}{\dfrac {{\hat {s}}_{zi}}{r_{i}^{3}}}\left\{3(\mathbf {I} \cdot {\hat {\mathbf {r} }})(\mathbf {S} \cdot {\hat {\mathbf {r} }})-\mathbf {I} \cdot \mathbf {S} \right\}\\&+{\frac {2}{3}}g_{\text{I}}\mu _{\text{N}}g_{\text{s}}\mu _{\text{B}}\mu _{0}{\dfrac {1}{S_{z}}}\sum _{i}{\hat {s}}_{zi}\delta ^{3}(\mathbf {r} _{i})\mathbf {I} \cdot \mathbf {S} .\\\end{array}}}
Le premier terme donne l’énergie du dipôle nucléaire dans le champ créé par le moment angulaire orbital électronique. Le second terme correspond à l’énergie de l’interaction à « distance finie » du dipôle nucléaire avec le champ créé par les moments magnétiques de spin électroniques. Le dernier terme, souvent appelé « interaction de contact de Fermi (en) », désigne l’interaction directe du dipôle nucléaire avec les dipôles de spin et est uniquement non nul pour les états avec une densité de spin électronique finie à la position du noyau (ceux avec des électrons non appariés dans les sous-couches « s »). Il a également été développé que l’on obtient une expression différent lorsque l’on prend en compte la distribution de moment magnétique nucléaire détaillée.
Pour les états avec l ≠ 0, cela peut s’exprimer par
{\displaystyle {\hat {H}}_{D}=2g_{I}\mu _{\text{B}}\mu _{\text{N}}{\dfrac {\mu _{0}}{4\pi }}{\dfrac {\mathbf {I} \cdot \mathbf {N} }{r^{3}}},}
où :
{\displaystyle \mathbf {N} =\mathbf {l} -(g_{s}/2)\mathbf {s} +3(\mathbf {s} \cdot {\hat {\mathbf {r} }}){\hat {\mathbf {r} }}.}
Si la structure hyperfine est petite comparée à la structure fine (parfois appelée couplage IJ par analogie avec le couplage LS), I et J sont des bons nombres quantiques et les éléments de matrice de {\displaystyle \scriptstyle {{\hat {H}}_{\text{D}}}} peuvent être approximés par une diagonale dans I et J. Dans ce cas (généralement vrai pour les éléments légers), on peut projeter N sur J (où J = L + S est le moment angulaire électronique total) et on obtient :
{\displaystyle {\hat {H}}_{\text{D}}=2g_{I}\mu _{\text{B}}\mu _{\text{N}}{\dfrac {\mu _{0}}{4\pi }}{\dfrac {\mathbf {N} \cdot \mathbf {J} }{\mathbf {J} \cdot \mathbf {J} }}{\dfrac {\mathbf {I} \cdot \mathbf {J} }{r^{3}}}.}
Cela est habituellement écrit comme
{\displaystyle {\hat {H}}_{\text{D}}={\hat {A}}\mathbf {I} \cdot \mathbf {J} ,}
avec {\displaystyle \scriptstyle {\langle {\hat {A}}\rangle }} la constante de structure hyperfine qui est déterminée expérimentalement. Comme I.J = ½{F.F - I.I - J.J} (où F = I + J est le moment angulaire total), cela donne une énergie de
{\displaystyle \Delta E_{\text{D}}={\frac {1}{2}}\langle {\hat {A}}\rangle [F(F+1)-I(I+1)-J(J+1)].}
Dans ce cas, l’interaction hyperfine satisfait la règle de l'intervalle de Landé (en).

#### Quadrupôle électrique
Les noyaux atomiques avec un spin {\displaystyle \scriptstyle {I\geq 1}} dispose d’un moment quadrupolaire électrique. Dans le cas général, il est représenté par un tenseur d’ordre 2, {\displaystyle \scriptstyle {\underline {\underline {Q}}}}, avec des composantes données par :
{\displaystyle Q_{ij}={\dfrac {1}{e}}\int \left(3x_{i}^{\prime }x_{j}^{\prime }-(r^{\prime })^{2}\delta _{ij}\right)\rho (\mathbf {r} ^{\prime })d^{3}r^{\prime },}
où i et j sont les indices du tenseur allant de 1 à 3, xi et xj sont les variables spatiales x, y et z dépendant des valeurs de i et j respectivement, δij est le delta de Kronecker et ρ(r) est la densité de charge. Étant un tenseur d’ordre 2 à trois dimensions, le moment quadrupolaire a 3² = 9 composantes. À partir de la définition des composantes, il est clair que le tenseur quadrupolaire est une matrice symétrique (Qij = Qji) et qu’il est également sans trace (ΣiQii = 0) ce qui donne seulement cinq composantes dans la représentation irréductible. En l’exprimant en utilisant la notation des tenseurs sphériques irréductibles, on obtient :
{\displaystyle T_{m}^{2}(Q)={\sqrt {\frac {4\pi }{5}}}\int \rho (\mathbf {r} ^{\prime })(r^{\prime })^{2}Y_{m}^{2}(\theta ^{\prime },\phi ^{\prime })d^{3}r^{\prime }.}
L’énergie associée avec un moment quadrupolaire électrique dans un champ électrique ne dépend pas de la force du champ, mais du gradient de champ électrique, identifié par {\displaystyle \scriptstyle {\underline {\underline {q}}}}, un autre tenseur d’ordre 2 donné par le produit dyadique de l’opérateur nabla avec le vecteur de champ électrique :
{\displaystyle {\underline {\underline {q}}}=\nabla \otimes \mathbf {E} ,}
avec les composantes données par :
{\displaystyle q_{ij}={\frac {\partial ^{2}V}{\partial x_{i}\partial x_{j}}}.}
De nouveau, il apparait qu’il s’agit d’une matrice symétrique et, du fait que la source du champ électrique au noyau est une distribution de charge entièrement à l’extérieur du noyau, qu’elle peut s’exprimer comme un tenseur sphérique à 5 composantes, {\displaystyle \scriptstyle {T^{2}(q)}}, avec :
{\displaystyle T_{0}^{2}(q)={\frac {\sqrt {6}}{2}}q_{zz}}
{\displaystyle T_{+1}^{2}(q)=-q_{xz}-iq_{yz}}
{\displaystyle T_{+2}^{2}(q)={\frac {1}{2}}(q_{xx}-q_{yy})+iq_{xy},}
où :
{\displaystyle T_{-m}^{2}(q)=(-1)^{m}T_{+m}^{2}(q)^{*}.}
Le terme quadrupolaire dans l’hamiltonien est ainsi donné par :
{\displaystyle {\hat {H}}_{Q}=-eT^{2}(Q)\cdot T^{2}(q)=-e\sum _{m}(-1)^{m}T_{m}^{2}(Q)T_{-m}^{2}(q).}
Un noyau atomique typique se rapproche étroitement d’une symétrique cylindrique ce qui conduit au fait que tous les éléments en dehors de la diagonale sont proches de zéro. Pour cette raison, le moment quadrupolaire électrique nucléaire est souvent représenté par Qzz.

### Structure hyperfine moléculaire
L’hamiltonien hyperfin moléculaire inclut les termes déjà dérivés du cas atomique avec un terme dipolaire magnétique pour chaque noyau avec {\displaystyle \scriptstyle {I>0}} et un terme quadrupolaire électrique pour chaque noyau avec {\displaystyle \scriptstyle {I\geq 1}}. Les termes dipolaires magnétiques ont été dérivés pour la première fois pour des molécules diatomiques par Robert A. Frosch et Henri M. Foley et les paramètres hyperfins résultants sont souvent appelés les paramètres hyperfins de Frosch-Foley.
En plus des effets décrits ci-dessus, il existe des effets spécifiques au cas moléculaire.

#### Spin-spin nucléaire direct
Chaque noyau avec {\displaystyle \scriptstyle {I>0}} a un moment magnétique non nul qui à la fois est la source du champ magnétique et qui dispose d’une énergie associée du fait de la présence du champ combiné à tous les autres moments magnétiques nucléaires. Une sommation sur chaque moment magnétique ressentant le champ induit par chaque « autre » moment magnétique donne le terme spin-spin nucléaire directe de l’hamiltonien hyperfin, {\displaystyle \scriptstyle {{\hat {H}}_{II}}}.
{\displaystyle {\hat {H}}_{II}=-\sum _{\alpha \neq \alpha ^{\prime }}{\boldsymbol {\mu }}_{\alpha }\cdot \mathbf {B} _{\alpha ^{\prime }},}
où α et α‘ sont es indices représentant respectivement le noyau contribuant à l’énergie et le noyau qui est la source du champ. En remplaçant dans cette expression le moment dipolaire par le moment angulaire nucléaire et le champ magnétique du dipôle, les deux étant donné ci-dessus, on obtient :
{\displaystyle {\hat {H}}_{II}={\dfrac {\mu _{0}\mu _{\text{N}}^{2}}{4\pi }}\sum _{\alpha \neq \alpha ^{\prime }}{\dfrac {g_{\alpha }g_{\alpha ^{\prime }}}{R_{\alpha \alpha ^{\prime }}^{3}}}\left\{\mathbf {I} _{\alpha }\cdot \mathbf {I} _{\alpha ^{\prime }}-3(\mathbf {I} _{\alpha }\cdot {\hat {\mathbf {R} }}_{\alpha \alpha ^{\prime }})(\mathbf {I} _{\alpha ^{\prime }}\cdot {\hat {\mathbf {R} }}_{\alpha \alpha ^{\prime }})\right\}.}

#### Spin-rotation nucléaire
Les moments magnétiques nucléaires dans une molécule existe dans un champ magnétique du fait du moment angulaire, T (R est le vecteur de déplacement internucléaire), associés à la rotation de la molécule.
{\displaystyle {\hat {H}}_{\text{IR}}={\dfrac {e\mu _{0}\mu _{\text{N}}\hbar }{4\pi }}\sum _{\alpha \neq \alpha ^{\prime }}{\dfrac {1}{R_{\alpha \alpha ^{\prime }}^{3}}}\left\{{\dfrac {Z_{\alpha }g_{\alpha ^{\prime }}}{M_{\alpha }}}\mathbf {I} _{\alpha ^{\prime }}+{\dfrac {Z_{\alpha ^{\prime }}g_{\alpha }}{M_{\alpha ^{\prime }}}}\mathbf {I} _{\alpha }\right\}\cdot \mathbf {T} }

## Applications

### Astrophysique

La structure hyperfine telle que représentée sur la plaque de Pioneer.

Étant donné que la séparation hyperfine est très petite, les fréquences de transition ne sont en général pas visibles, mais se situent dans le domaine radio ou micro-onde.
La structure hyperfine donne la raie à 21 centimètres observée dans les régions HI dans le milieu interstellaire.
Carl Sagan et Frank Drake ont considéré que la transition hyperfine de l’hydrogène était un phénomène suffisamment universel pour qu’elle soit utilisée comme unité de temps et de longueur sur la plaque de Pioneer et plus tard sur le Voyager Golden Record.
En radioastronomie, les récepteurs hétérodynes sont largement utilisés dans la détection de signaux venant d’objets célestes. Les séparations parmi les divers composants de la structure hyperfine sont généralement assez petites pour s’adapter à la bande de fréquence intermédiaire du récepteur. Du fait que l’épaisseur optique varie avec la fréquence, les rapports de force entre les composants hyperfins diffèrent de leur intensité intrinsèque. À partir de cela, il est possible de déduire des paramètres physiques de l’objet.

### Technologie nucléaire
Le processus de séparation isotopique par laser sur vapeur atomique (SILVA) utilise la séparation hyperfine entre les transitions optiques de l’uranium 235 et 238 pour photo-ioniser sélectivement les atomes d’uranium 235 pour ensuite séparer les particules ionisés de ceux qui ne le sont pas. Les lasers à colorant réglés précisément sont utilisés comme source pour obtenir la longueur d’onde exacte.

### Utilisation dans la définition de la seconde et du mètre du Système international
La transition de structures hyperfines peut être utilisée pour créer un filtre notch (filtre coupe-bande) au niveau des micro-ondes avec une très grande stabilité, reproductibilité et facteur Q, qui peut donc être utilisé comme base pour une horloge atomique très précise. Typiquement, la fréquence de transition de structures hyperfines d'un isotope particulier d'un atome de césium ou de rubidium est utilisée comme base pour ces horloges.
Étant donné la précision des horloges atomiques basées sur les transitions hyperfine, ces transitions sont maintenant utilisées comme base de la définition de la seconde. Une seconde est définie depuis 1967 comme la durée de 9 192 631 770 périodes de la radiation correspondant à la transition entre les deux niveaux hyperfins de l’état fondamental de l’atome de césium 133.
Le 21 octobre 1983, la dix-septième Conférence générale des poids et mesures a défini le mètre comme la longueur du chemin parcouru par la lumière dans le vide pendant un intervalle de temps de 1/299792458 de seconde,.

### Test de précision de l’électrodynamique quantique
La séparation hyperfine dans l’hydrogène et dans le muonium a été utilisé pour mesurer la valeur de la constante de structure fine α. Des comparaisons avec des mesures de cette constante effectuées dans d’autres systèmes physiques permettent un test de précision de l'électrodynamique quantique.

### Qubit dans l’informatique quantique à ions piégés
Les états hyperfins d’un ion piégé sont couramment utilisés pour stocker des qubits dans les ordinateurs quantiques à ions piégés. Ils ont l’avantage d’avoir des temps de vie très longs, dépassant expérimentalement la dizaine de minutes (à comparer à la seconde pour les niveaux électroniques métastables).